# Черкаський (Болгарія)
Черка́ський (болг. Черкаски) — село в Монтанській області Болгарії. Входить до складу общини Виршець.

## Населення
За даними перепису населення 2011 року у селі проживали 293 особи, з них 290 осіб (99,3%) — болгари.
Розподіл населення за віком у 2011 році:
Динаміка населення: